# Iaksa

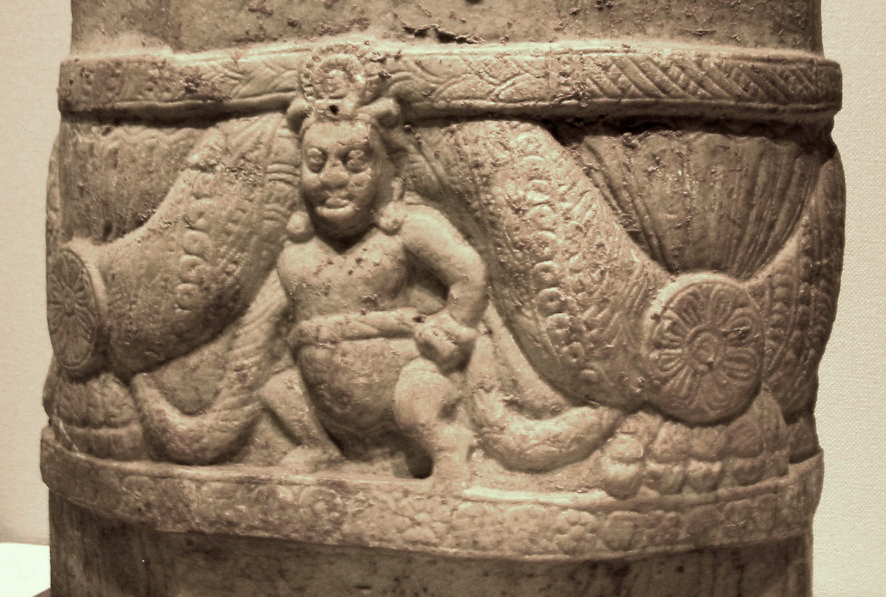
Rollo griego soportado por un iaksa indio; Amarāvatī,, Museo Nacional de Tokio

Iaksa o Yaksa, en el ámbito de las mitologías hinduista, budista y jaina, es el nombre de una amplia clase de espíritus, generalmente asociados a entidades de la naturaleza, por lo general benévolos aunque también pueden ser malignos; tutores de los tesoros naturales escondidos en la tierra y entre las raíces de los árboles.

## Nombre en varios idiomas
- yakṣa, en el sistema AITS (alfabeto internacional para la transliteración del sánscrito).
- यक्ष, en escritura devanagari del sánscrito.
- यक्ख (yakkha) en palí[1]
- யாக்க (yākka) en tamil
- ยักษ์ (yaksa) en tailandés
- 夜叉 (yèchā o yaochā) en chino
- 야차/夜叉 (yacha) en coreano
- 夜叉 (yasha) en japonés
- ဘီလူး (bìlú) en birmano
- གནོད་སྦྱིན་ (gnodsbyin) en tibetano

## Pronunciación
- /iakshá/ en sánscrito antiguo,[2] o bien
- /iáksh/ en varios idiomas modernos de la India como el bengalí, hindi y marathi).

## Etimología
Proviene de yakṣ, el cual posiblemente proviene de la raíz sánscrita iaj, que es la base de iaj (rápido, poderoso, hijo, vástago) y iajua (rápido, activo [aplicado a Agní, Indra y Soma], que fluye constantemente [aplicado a las aguas], aguas que fluyen [aplicado a los Siete Ríos]).
La forma femenina de la palabra es yakṣī (yaksi) o iaksini (sánscrito: यक्षिणी, yakṣiṇī; pali: yakjini).

## Descripción
En la mitología budista, hinduista y jaina, los iaksas presentan una doble personalidad. Por un lado, pueden ser tanto un inofensivo personaje de cuento de hadas, asociado con bosques y montañas, como, en una versión más oscura o maligna, una especie de fantasma (bhūta), similar a los Ráksasas, que recorre el desierto y devora a los viajeros.

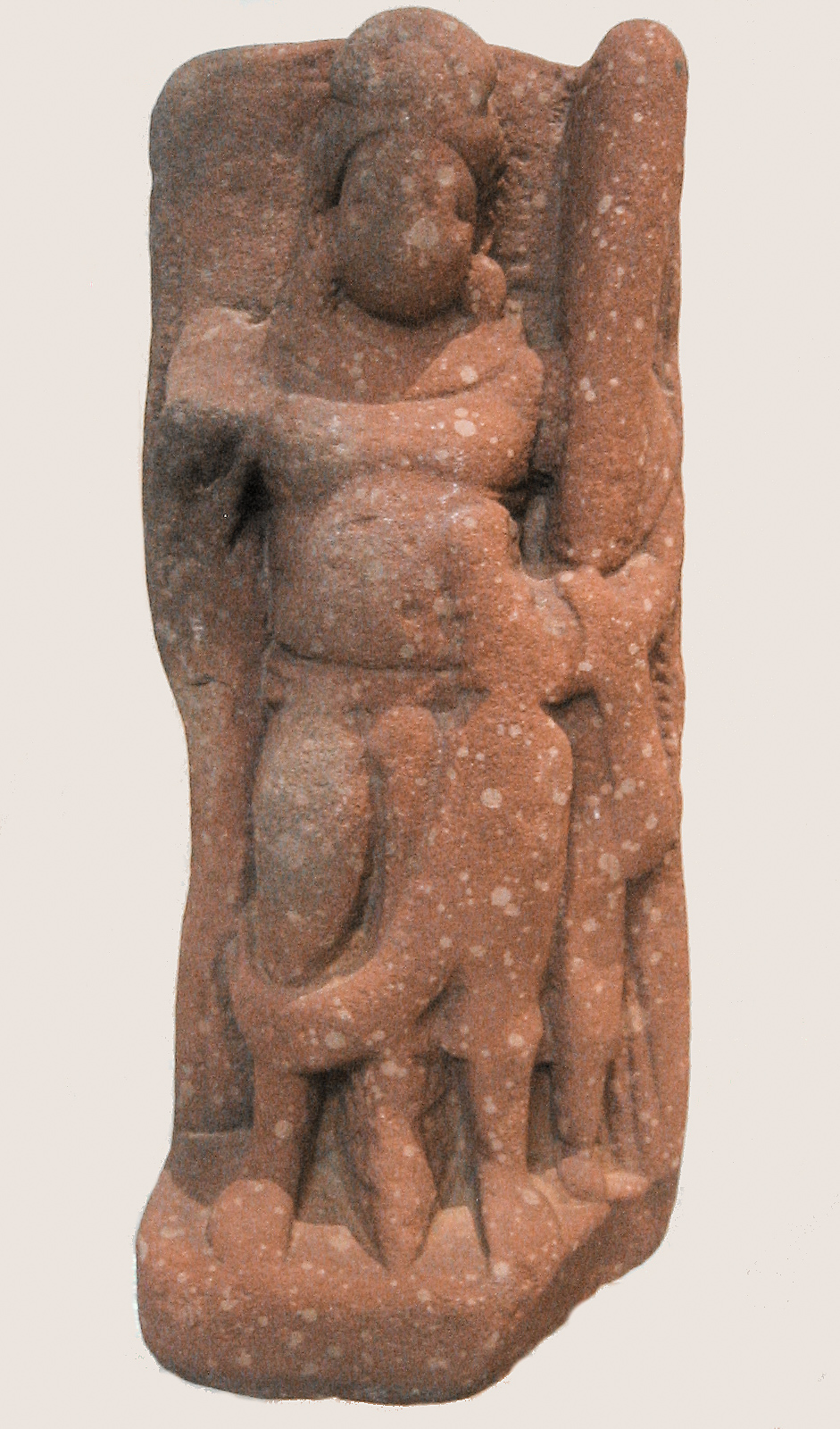
Estatua de un iaksa; en Mathura (India), siglo I o II d. C.

Los iaksas pueden haber sido originalmente los dioses tutelares de los bosques y aldeas, y más tarde haberse convertido en las deidades secundarias de la tierra y la riqueza enterrada debajo.
En el diálogo didáctico hinduista del capítulo «Yakṣa-praśnāḥ» (‘las preguntas del iaksa’) ―perteneciente al Majabhárata (texto épico-religioso del siglo III a. C.)― el iaksa es un espíritu tutelar de un lago que desafía al rey Iudistira.
En cambio, en el poema Meghadūta ―‘el mensajero de las nubes’, del poeta Kalidasa (siglo VI d. C.)―, el narrador Iaksa es una figura romántica que suspira de amor por su amada desaparecida.
En el arte de la India, los iaksas, como espíritus de los árboles, son de las referencias más tempranas desde c. siglo V a. C. de adoración de estatuas, junto con los nagas (dioses serpientes). Son representados ya sea como temibles guerreros o corpulentos enanos. Las iaksas mujeres, conocidas como iaksinis, son representadas como bellas mujeres jóvenes con felices caras redondas, grandes pechos y amplias caderas.
Ya en el Atharvaveda ―uno de los textos más antiguos de la India, de fines del II milenio a. C.)― el Ráksasa Kúbera era el rey de los iaksas.
En cambio el sutra del loto (texto budista), en una de sus parábolas, los retrata con su aspecto más oscuro.